# Guerra lituano-polonesa
La guerra lituano-polonesa va ser un conflicte armat entre la recent independència de Lituània i Polònia a propòsit de la Primera Guerra Mundial. El conflicte va succeir principalment a causa del control territorial del regió de Vílnius, incloent-hi Vílnius i la regió de Suwałki, incloent-hi les ciutats de Suwałki, Augustów i Sejny. El conflicte es va formar en gran part pels avenços a la guerra poloneso-soviètica i els esforços internacionals per mitjançar a la Conferència d'Ambaixadors i més tard la Societat de Nacions. Existeixen grans diferències entre la historiografia polonesa i la lituana sobre el tractament de la guerra. Segons els historiadors lituans, la guerra va formar part de les Guerres d'independència lituanes i va abastar des de la primavera de 1919 a novembre de 1920. Segons Polònia, la guerra va incloure només combats per la Regió Suwałki entre setembre a octubre de 1920 i va formar part de la guerra poloneso-soviètica.
L'abril del 1919, Polònia es va apoderar de Vílnius i va entrar en contacte amb l'exèrcit que combatia en la guerra lituanosoviètica. Enfront d'un enemic comú, les relacions polono-lituanes en principi no van ser hostils. Polònia esperava convèncer a Lituània per aconseguir algun tipus d'unió polonesalituana (Międzymorze), Lituània va veure com una pèrdua d'independència el federalisme polonès. Les relacions bilaterals es van deteriorar, el pacte va dissenyar dues línies de demarcació amb l'esperança d'aturar les hostilitats obertes. Les línies no van agradar a ningú i van ser ignorades. És quan va succeir un cop d'Estat contra el govern polonès de Lituània a l'agost de 1919, el front es va estabilitzar a l'estiu de 1920.
El juliol de 1920, Polònia estava perdent la Guerra poloneso-soviètica i es trobava en plena retirada. Els lituans van retirar les tropes poloneses per assegurar el territori assignat a Lituània pel Tractat de Pau lituanosoviética. Els soviètics van ser els primers d'entrar a Vílnius. Quan Polònia va aconseguir una gran victòria a la batalla de Varsòvia i va obligar els soviètics a retirar-se a l'agost de 1920, els lituans van defensar les seves fronteres. Polònia no va reconèixer el tractat de pau i va afirmar que Lituània s'havia convertit en un aliat soviètic. Els combats van esclatar en la regió de Suwalki. Durant la batalla del riu Niemen, Polònia va atacar Lituània en un ampli front. La batalla va alterar radicalment la situació militar i Vílnius va quedar oberta als atacs. Sota la pressió de la Lliga de les Nacions, Polònia va signar l'Acord de Suwalki el 7 d'octubre de 1920. L'acord va establir una nova línia de demarcació, que era incompleta i no proporcionava protecció per a Vílnius.
El 8 d'octubre de 1920, el general polonès Lucjan Zeligowski va organitzar un motí entre les tropes poloneses i va marxar sobre Vílnius «per defensar el dret a la lliure determinació dels polonesos locals». El motí va ser planejat i autoritzat pel cap d'Estat polonès Józef Pilsudski. Les forces de Zeligowski van capturar Vílnius. Zeligowski va proclamar la creació de la República de Lituània Central, amb la seva capital a Vílnius. El 29 de novembre es va signar un alto el foc. La mediació prolongada per la Lliga de les Nacions no va canviar la situació i l'statu quo va ser acceptat el 1923. La República de Lituània Central es va incorporar a Polònia. Lituània no va reconèixer aquesta situació i va continuar reivindicant a Vílnius com la seva capital constitucional. No van existir relacions diplomàtiques entre Polònia i Lituània fins a l'ultimàtum de Polònia de 1938.